# San José de la Costa (paroisse civile)
Pour les articles homonymes, voir San José de la Costa et San José.
San José de la Costa est l'une des deux paroisses civiles de la municipalité de Píritu dans l'État de Falcón au Venezuela. Sa capitale est San José de la Costa.

## Géographie

### Démographie
Hormis sa capitale San José de la Costa, la paroisse civile comporte plusieurs localités dont :
- Campechano
- El Encanto
- El Isidro
- La Escardilla
- La Piedra
- Machiconga
- San José de la Costa
- Sauca